# Indicateur visuel de pente d'approche
L’indicateur visuel de pente d'approche, en anglais Visual approach slope indicator ou VASI, est une paire de feux marquant le début d'une piste d'aéroport et guidant le pilote dans l'ajustement de la descente pour une approche optimale : dans ce cas, la barre amont est rouge et celle aval est blanche, tandis que l'aéronef est au-dessus de la pente lorsque les deux barres sont blanches et au-dessous lorsque les deux barres sont rouges.